# Frank Furness
Frank Heyling Furness (Philadelphia, 12 november 1839 - Upper Providence Township, 27 juni 1912) was een Amerikaans architect uit het victoriaanse tijdperk en militair.

## Biografie
Furness was de derde zoon van de Unionistische politicus William Henry Furness. Hij kreeg geen opleiding op de universiteit, noch reisde hij af naar Europa, maar hij verkreeg zijn opleiding als architect bij John Fraser in Philadelphia. Tussen 1859 en 1861 studeerde hij aan de opleiding van Richard Morris Hunt in New York. Na het uitbreken van de Amerikaanse Burgeroorlog ging hij in militaire dienst bij de Union en werd hij de commandant van de vrijwillige cavaleristen. Hij verkreeg voor zijn acties bij de slag bij Trevilian Station de Medal of Honor. Ook vocht Furness mee in de slag bij Gettysburg.
Na de oorlog keerde Furness voor korte tijd terug aan de opleiding van Hunt, maar daarna verkreeg hij zijn eerste opdrachten. In een tijdsbestek van 45 jaren bouwde hij meer dan 600 gebouwen in de regio van Philadelphia. Zo was hij onder meer verantwoordelijk voor de bouw van het Pennsylvania Academy of Fine Arts en vele stations. Hij overleed op 72-jarige leeftijd in zijn zomerhuis.

## Geselecteerde bouwwerken
- Pennsylvania Academy of Fine Arts, 1871-76
- Church of St. Luke and the Epiphany, ca. 1875
- Poortgebouw van de Philadelphia Zoo, 1875-76
- First Unitarian Church of Philadelphia, 1885
- Universitary of Philadelphia Library, 1891
- Girard Trust Bank (het huidige Ritz-Carlton Hotel Philadelphia), 1907